# Gödelovi teoremi nepotpunosti
Gödelovi teoremi nepotpunosti su dva teorema u matematičkoj logici nazvana u čast austrijskom matematičaru i filozofu Kurtu Gödelu, koji ih je dokazao 1931. godine.
Gödelov prvi teorem o nepotpunosti tvrdi da za svaku konzistentnu, formalnu, rekurzivno prebrojivu teoriju koja dokazuje osnovne aritmetičke činjenice, može se iskonstruirati aritmetička tvrdnja koja je točna, ali ne i dokaziva po toj teoriji. To znači da ni jedna efektivno stvorena teorija, sposobna za opisivanje osnovne aritmetike, ne može istovremeno biti i potpuna i konzistentna.
Gödelov drugi teorem o nepotpunosti može se izreći na sljedeći način: Za svaku formalnu, rekurzivno prebrojivu (tj. efektivno stvorenu) teoriju, koja uključuje osnovne aritmetičke činjenice, a također i određene činjenice vezane uz formalnu dokazivnost, teorija sadrži i tvrdnju o vlastitoj konzistentnosti ako i samo ako je ona sama nekonzistentna.
U matematičkoj logici, logički sustav je konzistentan ako ne sadrži kontradikciju ili, preciznije, ne postoji tvrdnja takva da ona i njezina negacija obje budu teorem u tom logičkom sistemu.